# 奧爾島

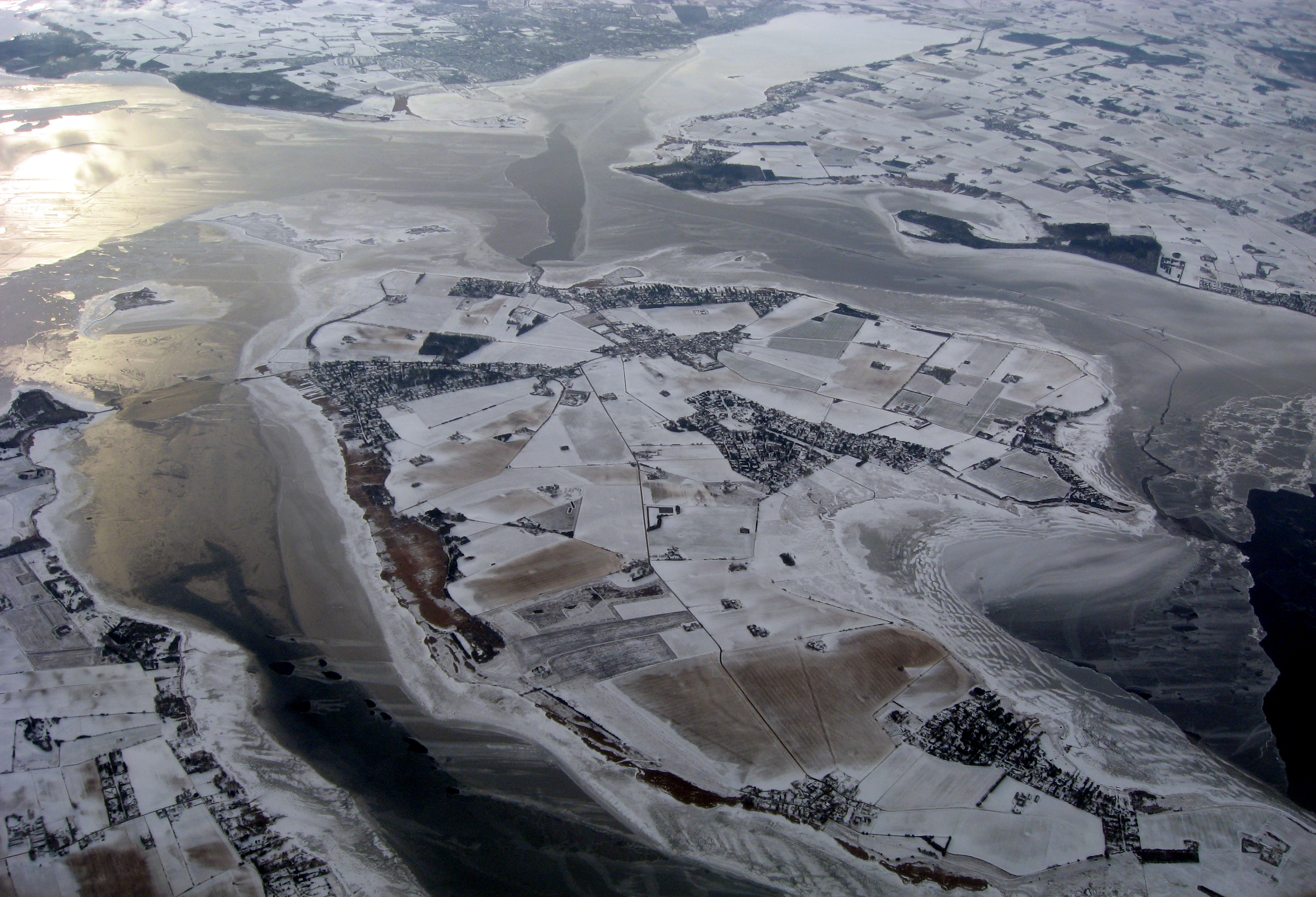

奧爾島（丹麥語：Orø）是丹麥的島嶼，位於伊瑟灣，由西蘭大區負責管轄，面積14平方公里，島上的教堂建於十二世紀，是熱門的度假地點，2012年人口831。

## 外部連結
- website （页面存档备份，存于）

55°46′N 11°49′E / 55.767°N 11.817°E